# Tricot (gruppo musicale)
Tricot (トリコ?, toriko) è un gruppo musicale giapponese di Kyoto. La band è stata formata nel 2010 dalla cantante e chitarrista Ikumi "Ikkyu" Nakajima, dalla chitarrista Motoko "Motifour" Kida e dalla bassista Hiromi "Hirohiro" Sagane. Conosciuti per i loro ritmi intricati, hanno pubblicato cinque album in studio e cinque EP. Il loro stile musicale è stato descritto da Rolling Stone come "un math rock adrenalinico e accelerato e un pop ricoperto di caramelle".
La band Tricot è stata molto in tour in Giappone, oltre a suonare a Singapore, nel Regno Unito e in Europa. Nel 2015 hanno lanciato il loro primo tour in Nord America, seguito a breve da un tour europeo completo nel 2016 e una presentazione a Città del Messico nel 2018.

## Storia del gruppo
La band Tricot si è formata a Kyoto nel 2010 dalla cantante e chitarrista Ikumi "Ikkyu" Nakajima, dalla chitarrista Motoko "Motifour" Kida e dalla bassista Hiromi "Hirohiro" Sagane. Sagane è originaria della città, mentre Nakajima e Kida provengono dalla vicina Prefettura di Shiga. Prima di formare le Tricot, le tre musiciste hanno suonato in varie band locali nell'area di Kyoto, dove si sono conosciute. Kazutaka Komaki si è unito alla band come batterista nel maggio 2011. Poco dopo, hanno fondato la loro etichetta, Bakuretsu Records. Nel 2013, hanno pubblicato il loro primo album integrale "T H E", che si è classificato al numero 18 della Oricon Albums Chart. Nel marzo 2014, Komaki ha lasciato la band a causa di divergenze musicali. In sua assenza, il restante trio ha deciso di andare in tour e registrare con un gruppo di musicisti a rotazione. Nello stesso anno, Tricot intraprese un tour in cinque paesi asiatici, quindi un tour in Europa facendo tappa in quattro festival musicali. Successivamente si sono esibite come band di supporto ai Pixies al festival Eden Sessions nel Regno Unito.
Il secondo album delle Tricot "A N D", pubblicato nel 2015, è arrivato al numero 34 della Oricon Albums Chart. Il terzo album della band, "3", è stato pubblicato nel 2017, raggiungendo il numero 20 della Oricon Albums Chart. È stato supportato da un tour mondiale e successivamente da un tour in 47 prefetture del Giappone. Alla fine del concerto finale del tour, è stato annunciato che Yuusuke Yoshida, che era in tour con Tricot dal 2016, sarebbe diventato un membro a tempo pieno e quindi il secondo batterista ufficiale nella storia della band.
Nel 2018, Nakajima entra a far parte della band Genie High insieme ai comici Kazutoyo Koyabu e Kukki e ai musicisti Enon Kawatani e Takashi Niigaki.
La band ha pubblicato il suo quarto album "真っ黒" (Makkuro,?, tradotto "Nero come la pece") il 29 gennaio 2020, l'album raggiunge la posizione 27 della Oricon Albums Charts. È il primo album della band ad essere pubblicato da "8902", la loro nuova etichetta sotto Cutting Edge. Nel 2018 Tricot hanno intrapreso il loro secondo tour in Nord America.
Per celebrare il decimo anniversario della loro formazione, il 21 ottobre 2020 pubblicano il quinto album "10", che raggiunge la posizione numero 48 nella classifica Oricon.
Il sesto album in studio, 上出来 (Jōdeki?, tradotto "Ben fatto"), è stato pubblicato il 15 dicembre 2021, raggiungendo il numero 50 nella classifica Oricon. È il primo doppio album della band, composto da 24 tracce: 12 canzoni sul primo disco e le loro versioni strumentali sul secondo disco. Supportando l'album, la band ha girato il Giappone e l'Europa nel Walking x Walking Tour.
Il 14 dicembre 2022, hanno pubblicato il loro settimo album in studio 不出来 (Fudeki?). Come Jōdeki, è un doppio album di 24 tracce con brani strumentali di ogni canzone sul secondo disco. Fudeki è stato preceduto dal singolo principale End Roll, pubblicato nel febbraio 2022 come sigla di apertura della serie TV giapponese Liar.
Nel maggio 2024, la bassista Hiromi Sagane inizia un congedo per maternità, il gruppo continua a esibirsi dal vivo con bassisti di supporto. Il 5 ottobre 2024 pubblicano il singolo Otozure (おとずれ?), come sigla di apertura dell'anime Kimi wa Meido-sama.

## Formazione
- Ikumi "Ikkyu" Nakajima - voce, chitarra (2010-oggi)
- Motoko "Motifour" Kida - chitarra, cori (2010-oggi)
- Hiromi "Hirohiro" Sagane - basso, cori (2010-oggi)
- Yuusuke Yoshida - batteria (2017-oggi; 2016-2017, touring)

Ex componenti
- Kazutaka Komaki - batteria (2011–2014)
- Miyoko Yamaguchi - batteria (2015-2016, touring)

## Discografia

### Album in studio
- 2013 – The
- 2015 – And
- 2017 – 3
- 2020 – 真っ黒 (Makkuro?)
- 2020 – 10
- 2021 – 上出来 (Jōdeki?)
- 2022 – 不出来 (Fudeki?)

### EP
- 2011 – 爆裂トリコさん (Bakuretsu Tricot-san?)
- 2012 – 小学生と宇宙 (Shōgakusei to Uchū?)
- 2012 – バキューン (Bakyūn?) EP
- 2016 – Kabuku EP
- 2018 - Tricot on Audiotree Live
- 2019 – リピート (Repeat?)

#### Singoli
- 2012 – 凛として咲く花の如く (Rin to Shite Saku Hana no Gotoku?)
- 2013 – 99.974°C
- 2013 – おやすみ (Oyasumi?)
- 2014 – Break
- 2015 – E
- 2015 – ポークジンジャー (Pork Ginger?)
- 2017 – DeDeDe
- 2017 – メロンソーダ (Melon Soda?)
- 2018 – ブームに乗って (Potage/On the Boom?)
- 2019 – あふれる (Afureru?)
- 2020 – おまえ (Omae?)
- 2020 – サマーナイトタウン (Summer Night Town?)
- 2020 – Warp
- 2021 – 暴露 (Bakuro?)
- 2021 – いない (Inai?)
- 2021 – Dogs and Ducks
- 2021 – 餌にもなれない (Walking?)
- 2021 – カヨコ (Kayoko?)
- 2022 – エンドロールに間に合うように (Endorōru ni maniau yō ni?)
- 2022 – アクアリウム (Akuariumu?)
- 2022 – アチョイ (Achoi?)
- 2024 – おとずれ (Otozure?)